# Escada do Prédio
"Escada do Prédio" (estilizada em letras maiúsculas) é um hit single do DJ e cantor brasileiro Pedro Sampaio e da cantora e compositora brasileira Marina Sena, lançado em 25 de setembro de 2024. A cancão é o sexto single do segundo álbum de estúdio do DJ, Astro, lançado em 4 de setembro de 2024 pela gravadora Warner Music Brasil. É a segunda música mais ouvida do álbum, ficando atrás apenas de PocPoc, single principal do álbum. a canção também foi um dos maiores hits brasileiros do final de 2024 e início e meio de 2025.

## Lançamento e repercussão
A faixa foi lançada juntamente com o segundo álbum de estúdio do DJ, Astro, em 4 de setembro de 2024 e veio a se tornar single em 25 de setembro, após a repercussão do verso da cantora nas plataformas de vídeo como TikTok, atingindo o número #2 das #50 músicas mais usadas na plataforma, no Instagram , no Kwai, e no YouTube, onde chegou no top #10 dos #100 principais vídeos de música da plataforma.
Também foi sucesso nas plataformas de áudio, atingindo o top #6 das principais 50 músicas ouvidas do Spotify no Brasil e top #5 em Portugal. Nos charts virais atingiu #3 no Brasil, #9 em Portugal, #28 no Global, #18 na Irlanda, #36 no Uruguay.
Teve sucesso também em charts do país, estreando na posição #54 e chegando na 7° posição no top Billboard Hot 100 Brasil, e em #7 da Brazil Songs. #9 na Portugal Songs. 
A colaboração ainda foi eleita a terceira melhor música pop brasileira de 2024 pela plataforma de streaming Apple Music. Foi o 6° maior hit de verão do TikTok e considerada por internautas uma das músicas de sucesso do Carnaval de 2025.

## Performances ao vivo
Em 10 de novembro de 2024, o DJ Pedro Sampaio performou a canção no programa de televisão Domingão com Huck, apresentado na TV Globo aos domingos, por Luciano Huck. Em 5 de dezembro de 2024, Pedro apresentou a faixa no TVZ Preta Gil, Música Multishow.

## Faixas e formatos
| Download digital / streaming |                    |         |  |
| N.º                          | Título             | Duração |  |
| 1.                           | "Escada do Prédio" | 2:17    |  |

## Histórico de lançamento
| Região | Data                   | Formato(s)                 | Gravadora(s)        | Ref.  |
| ------ | ---------------------- | -------------------------- | ------------------- | ----- |
| Várias | 25 de setembro de 2024 | Download digital streaming | Warner Music Brasil | [ 8 ] |